# 人道回廊
人道回廊（じんどうかいろう、英: Humanitarian corridor）とは、非武装地帯の一形態であり、人道的危機下にある地域へ人道援助をもたらす、あるいはこの地域から難民を避難させる、またあるいはその両方のための安全な通行を保証することを目的として設定される。こうした回廊は、飛行禁止空域や軍用車両の通行禁止地域と同時に設定されうる。
冷戦後の時代には、様々なタイプの人道回廊が提案されてきた。紛争当事者らが提案する場合もあれば、人道的介入を目的として国際社会が提案する場合もあった。シリア内戦下では、人道回廊が頻繁に用いられた。

## 人道回廊が提案された戦争・災害の一覧
- ボスニア・ヘルツェゴビナ紛争
- ナゴルノ・カラバフ戦争（ラチン回廊）
- グロズヌイの戦い（英語版）
- サイクロン・ナルギス
- 南オセチア紛争
- 2008年北キヴ州紛争
- ガザ紛争
- 2011年リビア内戦
- シリア内戦
- 2022年ロシアのウクライナ侵攻 - 開戦直後の2022年3月7日にロシアがウクライナの首都キーウ、ハルキウ、マリウポリ、スームィからロシアやベラルーシへ住民を退避させる人道回廊を提案し、ウクライナが反発、イギリスとフランスが批判[2]。安全が確保されなかったこともあり人道回廊としては機能せず[3][4]。2022年7月にはウクライナからの穀物を輸出するための『緑の回廊』が運用を開始[5]。
- 2023年パレスチナ・イスラエル戦争 - ガザ地区住民の退避、物資運搬の確保を目的に国際連合機関が設置を要請[6]。ハマスによる対イスラエル攻撃開始から4日が経過した10月11日には、ブリンケン米国務長官が記者団に対し、ハマスが支配するパレスチナ・ガザ地区から民間人を退避させるための人道回廊設置について、イスラエルやエジプトと協議していると明らかにしている[7]。